# Stethorrhagus planada
Stethorrhagus planada är en spindelart som beskrevs av Alexandre B. Bonaldo och Antonio D. Brescovit 1994. Stethorrhagus planada ingår i släktet Stethorrhagus och familjen flinkspindlar.
Artens utbredningsområde är Colombia. Inga underarter finns listade i Catalogue of Life.